# Thạch Thành
Thạch Thành là một huyện miền núi nằm ở phía bắc tỉnh Thanh Hóa, Việt Nam.
Huyện trải dài bên sườn tây nam của dãy núi Tam Điệp.

## Địa lý

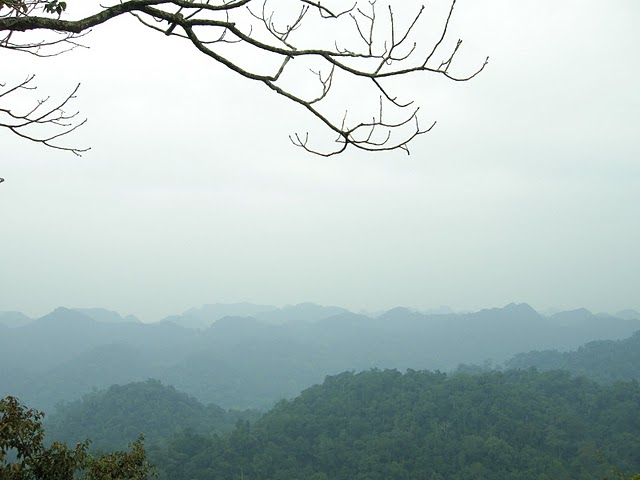
Một phần rừng đặc dụng của huyện Thạch Thành thuộc Vườn quốc gia Cúc Phương

Huyện Thạch Thành nằm ở phía bắc của tỉnh Thanh Hóa, có vị trí địa lý:
- Phía đông giáp huyện Hà Trung và thành phố Tam Điệp, tỉnh Ninh Bình
- Phía tây giáp huyện Cẩm Thủy và huyện Bá Thước
- Phía nam giáp huyện Vĩnh Lộc
- Phía bắc giáp huyện Lạc Sơn, tỉnh Hòa Bình và huyện Nho Quan, tỉnh Ninh Bình.

Huyện Thạch Thành có diện tích tự nhiên 559,22 km², dân số năm 2022 là 169.221 người, mật độ dân số đạt 303 người/km². Dân số năm 2019 là 144.343 người, mật độ dân số đạt 258 người/km².

## Lịch sử
Thời thuộc Hán là miền đất thuộc huyện Dư Phát. Thời Tam Quốc - Lưỡng Tấn - Nam Bắc Triều là miền đất thuộc huyện Phù Lạc. Thời Tùy - Đường, Đinh - Lê - Lý là miền đất thuộc huyện Nhật Nam.
Thời Trần - Hồ, miền đất này nằm trong hai huyện Tế Giang và Yên Lạc. Vì thế, huyện Thạch Thành ngày nay được hình thành từ hai huyện Tế Giang và Yên Lạc thời Trần - Hồ mà thành. Quá trình hình thành và sáp nhập diễn ra như sau:
- Huyện Yên Lạc thời Lê Quang Thuận (năm 1460) đặt là huyện Thạch Thành, cho lệ vào phủ Thiệu Thiên (nay là phần đất thuộc đông nam huyện Thạch Thành bây giờ).
- Huyện Tế Giang thuộc lưu vực sông Bưởi (còn gọi là sông Bảo, sông Tế Giang). Đời Lê Quang Thuận đổi tên Tế Giang thành Bình Giang, đời Trung Hưng gọi là huyện Quảng Bình. Thời Tây Sơn đổi là huyện Quảng Bằng. Đầu thời Nguyễn đổi lại thành huyện Quảng Bình. Năm Minh Mạng thứ 2 (năm 1821), đổi tên thành Quảng Địa, sau lại đổi tên là huyện Quảng Tế.[5]

Năm Thành Thái thứ 1 (năm 1889) nhập huyện Quảng Tế vào huyện Thạch Thành và hình thành huyện Thạch Thành ngày nay.
Sau năm 1945, bỏ cấp phủ, châu, gọi chung là huyện. Huyện Thạch Thành khi đó gồm có 23 xã: Ngọc Trạo, Thạch Bình, Thạch Cẩm, Thạch Định, Thạch Đồng, Thạch Lâm, Thạch Long, Thạch Quảng, Thạch Sơn, Thạch Tượng, Thành An, Thành Công, Thành Hưng, Thành Kim, Thành Long, Thành Minh, Thành Tâm, Thành Tân, Thành Thọ, Thành Tiến, Thành Trực, Thành Vân và Thành Yên.
Ngày 25 tháng 4 năm 1967, thành lập thị trấn nông trường Thạch Thành.
Ngày 24 tháng 5 năm 1967, chia xã Thành Yên thành 2 xã: Thành Yên và Thành Mỹ; chia xã Thành Minh thành 2 xã: Thành Minh và Thành Vinh.
Ngày 5 tháng 7 năm 1977, huyện Thạch Thành hợp nhất với huyện Vĩnh Lộc thành huyện Vĩnh Thạch. Tuy nhiên đến ngày 30 tháng 8 năm 1982, huyện Vĩnh Thạch lại chia tách thành hai huyện như cũ.
Ngày 23 tháng 11 năm 1990, thành lập thị trấn Kim Tân (thị trấn huyện lỵ huyện Thạch Thành) trên cơ sở một phần diện tích và dân số của xã Thành Kim.
Ngày 9 tháng 1 năm 2004, giải thể thị trấn nông trường Vân Du để thành lập thị trấn Vân Du; giải thể thị trấn nông trường Thạch Thành để thành lập xã Thạch Tân.
Ngày 16 tháng 10 năm 2019, Ủy ban Thường vụ Quốc hội ban hành Nghị quyết số 786/NQ-UBTVQH14 về việc sắp xếp các đơn vị hành chính cấp xã thuộc tỉnh Thanh Hóa (nghị quyết có hiệu lực từ ngày 1 tháng 12 năm 2019). Theo đó:
- Sáp nhập xã Thành Vân vào thị trấn Vân Du
- Sáp nhập xã Thạch Tân vào xã Thạch Bình
- Sáp nhập xã Thành Kim vào thị trấn Kim Tân.

Ngày 24 tháng 10 năm 2024, Ủy ban Thường vụ Quốc hội thông qua Nghị quyết số 1238/NQ-UBTVQH15 (có hiệu lực từ ngày 1 tháng 1 năm 2025), trong đó có việc sáp nhập xã Thạch Đồng vào xã Thạch Long.
Sau sắp xếp, huyện Thạch Thành có 2 thị trấn và 22 xã như hiện nay.

## Hành chính
Huyện Thạch Thành có 24 đơn vị hành chính cấp xã trực thuộc, bao gồm 2 thị trấn: Kim Tân (huyện lỵ), Vân Du và 22 xã: Ngọc Trạo, Thạch Bình, Thạch Cẩm, Thạch Định, Thạch Lâm, Thạch Long, Thạch Quảng, Thạch Sơn, Thạch Tượng, Thành An, Thành Công, Thành Hưng, Thành Long, Thành Minh, Thành Mỹ, Thành Tâm, Thành Tân, Thành Thọ, Thành Tiến, Thành Trực, Thành Vinh, Thành Yên.
| Tên           | Diện tích (km²) | Dân số (người) |
| ------------- | --------------- | -------------- |
| Thị trấn (02) |                 |                |
| Kim Tân       | 10,77           | 13.442         |
| Vân Du        | 44,48           | 10.756         |
| Xã (22)       |                 |                |
| Ngọc Trạo     | 16,76           | 4.690          |
| Thạch Bình    | 20,41           | 9.983          |
| Thạch Cẩm     | 33,29           | 10.039         |
| Thạch Định    | 6,19            | 3.940          |
| Thạch Lâm     | 65,20           | 3.074          |
| Thạch Long    | 19,82           | 11.479         |
| Thạch Quảng   | 20,35           | 8.200          |
| Thạch Sơn     | 16,95           | 7.669          |
| Thạch Tượng   | 37,99           | 4.536          |

| Tên        | Diện tích (km²) | Dân số (người) |
| ---------- | --------------- | -------------- |
| Thành An   | 12,54           | 3.686          |
| Thành Công | 17,62           | 4.907          |
| Thành Hưng | 10,00           | 5.440          |
| Thành Long | 27,15           | 7.558          |
| Thành Minh | 33,65           | 10.200         |
| Thành Mỹ   | 22,64           | 5.755          |
| Thành Tâm  | 23,17           | 7.306          |
| Thành Tân  | 26,43           | 8.384          |
| Thành Thọ  | 10,89           | 6.079          |
| Thành Tiến | 8,37            | 4.581          |
| Thành Trực | 15,39           | 6.801          |
| Thành Vinh | 14,94           | 6.909          |
| Thành Yên  | 44,24           | 3.807          |